# Jorge Pulido
Jorge Pulido Mayoral (* 8. April 1991 in Castillo de Bayuela) ist ein spanischer Fußballspieler, der aktuell bei SD Huesca unter Vertrag steht. Seine bevorzugte Position ist die des Innenverteidigers.

## Karriere

### Vereinskarriere
Seine Anfänge im Fußball startete er beim FC Talavera. 1999 wurde er vom Erstligisten Atlético Madrid abgeworben, wo er zunächst für die zweite Mannschaft auflief und ab November 2010 auch häufiger im Kader des Erstligateams stand. Sein Debüt in der Liga gab er am 15. Mai 2011 bei einem 2:1-Sieg gegen Hércules Alicante, im Pokal war er schon einige Monate zuvor gegen UD Las Palmas aktiv gewesen. Um an mehr Spielpraxis zu gelangen, ließ sich Pulido im Winter 2012 an den Erstligaverein Rayo Vallecano ausleihen, dem er mit 14 Einsätzen im zweiten Halbjahr der Saison zum Klassenerhalt verhalf. In der Spielzeit 2012/13 stand er wieder im Kader von Atlético Madrid. Nach seiner Rückkehr kam er jedoch vornehmlich in der Europa League zu Einsätzen und bestritt nur eine Begegnung in der spanischen Meisterschaft.
Im Sommer 2013 wechselte er zu Real Madrid Castilla, der Zweitmannschaft des Lokalrivalen Real Madrid. Am 18. August gab er in der Segunda División sein Pflichtspieldebüt für die Mannschaft. Nachdem er zu Anfang der Saison Stammspieler war, verlor er nach einigen Monaten seinen Platz im Team. Ab Sommer 2014 war er vereinslos.
Anfang November 2014 unterzeichnete er einen Vertrag beim zweitklassigen Verein Albacete Balompié. Mit Albacete stieg er 2015/16 in die Segunda División B ab.
Zur Saison 2016/17 wechselte er zum belgischen Erstligisten VV St. Truiden. Aber schon ein Jahr später kehrte er nach Spanien zurück und steht seitdem bei Zweitligist SD Huesca unter Vertrag.

### Nationalmannschaftskarriere
Pulido ist für mehrere verschiedene Jugendnationalmannschaften Spaniens zum Einsatz gekommen, für die U-17, die U-19 sowie die spanische U-20-Auswahl.

## Erfolge
Verein
- Spanischer Pokalsieger: 2013

Nationalmannschaft
- U-17-Europameister: 2008